# Elachista albidella
Elachista albidella là một loài bướm đêm thuộc họ Elachistidae. Nó được tìm thấy ở Fennoscandia và miền bắc Nga to Pyrenees, Ý và Hungary và from Ireland to Ukraina. Nó cũng được tìm thấy ở Bắc Mỹ.
Sải cánh dài 9–10 mm.
Ấu trùng ăn Calamagrostis arundinacea, Carex acuta, Carex acutiformis, Carex riparia, Deschampsia cespitosa, Deschampsia flexuosa, Eleocharis palustris, Eriophorum angustifolium, Melica nutans, Poa palustris và Scirpus caespitosus.